# Oria laeta
Oria laeta là một loài bướm đêm trong họ Noctuidae.